# 204 km (obwód riazański)
204 km (ros. 204 км) – przystanek kolejowy i posterunek odgałęźny w miejscowości Riazań, w obwodzie riazańskim, w Rosji. Węzeł linii Moskwa – Riazań – Morze Czarne/Kaukaz z kolejową obwodnicą Riazania.